# ミツヱ
株式会社ミツヱ(MITUE Co.,Ltd.) は、群馬県高崎市柴崎町に本社を置く、接着剤・糊などの文具を製造・販売するメーカー。社名のミツヱは、旧 三枝糊工業の「三枝」から名付けられた。

## 概要

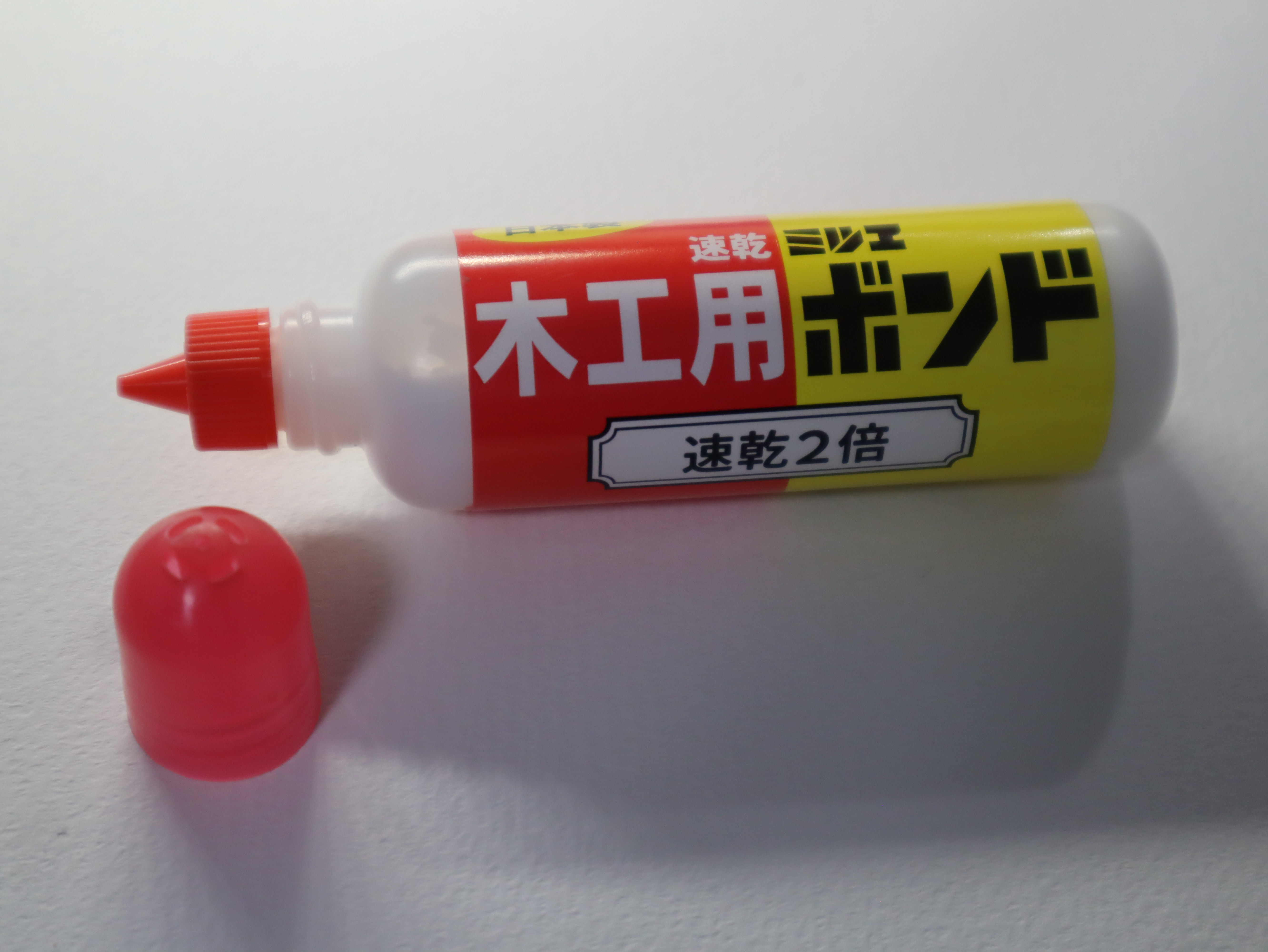
ミツヱボンド

1946年5月に群馬県高崎市柴崎町792にて澱粉糊の製造販売を開始し、1947年に、三枝糊工業株式会社を設立し「ミツヱ糊」の製造、販売の拡大をした。

### 年表
- 1946年5月 - 群馬県高崎市柴崎町792にて澱粉糊の製造販売を開始。
- 1947年9月 - 三枝糊工業株式会社を資本金170万円にて設立。
- 1950年4月 - 群馬県高崎市江木町338-4に新工場を建設。
- 1951年6月 - 群馬県高崎市江木町338-4に本社を移転。会社名をミツヱ糊工業株式会社に改称。
- 1965年8月 - 接着剤原料販売部を朝日産業株式会社を設立し移譲。
- 1968年4月 - 内装仕上工事業の新規事業を開始。
- 1970年7月 - 会社名を株式会社ミツヱに改称。
- 1972年6月 - 内装仕上工事部門を関東建装株式会社を設立し移譲。
- 1981年9月 - 群馬県高崎市柴崎町1562に第二工場を建設。
- 1986年4月 - 群馬県高崎市柴崎町792に本社を移転。
- 1994年4月 - 資本金を1,000万円に増資。
- 1996年8月 - 容器成形設備（ブロー成形機）を増設、容器成形を完全内製化。
- 2001年11月 - 手芸用に特化した「手芸用速乾ミツヱボンド」を開発。
- 2002年4月 - 中国のHUDA CO.,LTD.と業務提携を行う。
- 2005年2月 - 「雅」グッドデザインぐんま大賞受賞。

- 2007年10月 - 第二工場（群馬県高崎市柴崎町1562）に物流センターを増設。
- 2014年4月 - 障子のサンからアクが出づらい「アク止め入り障子のり」を開発。
- 2016年7月 - 「手芸用速乾ミツエボンド」JAPAN STATIONERY COLLECTION2016選出。
- 2018年12月 - 容器成形設備（ブロー成形機）を増設、容器販売事業を本格的に開始。
- 2020年5月 - 従来品の２倍の速乾性を持つ「速乾液状のり」を開発。

## 主な商品
- 糊
  - ミツヱ糊（でんぷん糊）
  - アドマイト（液状のり）
- ボンド
- 障子のり
- 業務用・工業用のり(法人向け)
- 高崎達磨（だるま）

- OEM事業
  - 容器の製造・販売
  - 接着剤原料販売

### でんぷん糊
発売当初から「ミツヱ糊」ブランドとして、製造・販売をしてる。
チューブ入、ボトル入がある。チューブは、大きさはごとに色が分けられていて、水色は60g、桃色は220gである。なお、徳用380gは緑色である。ボトルは、緑色の100gがある。蓋は白色で、他社と異なりキャップと本体が一体化したヒンジタイプになってる。そのため、開けやすくなっている。
「ミツヱ糊チューブ ツインタイプ」は、塗り口が2つの左右2ノズル式で、片方は塗り口がシリコ－ンラバー型になっている。そのため、手を汚さず容器から直接塗ることが出来る。ヤマトの「タピコ」に相当する商品である。なお、グッドデザインぐんま受賞商品である。
主成分は、植物を原料としたでんぷんと水。ホルマリンなどの有害物質を含まず、環境ホルモンにも対応した、地球環境に優しく安全なでんぷん糊が特徴。

### 液状のり
主に、『アドマイト（ADMIGHT）』ブランドとして、製造・販売をしてる。
粘度が高くどろっとした質感、初期接着力の高さが特長である。50mm、150mm、250mmに加えて、2倍の速乾性を持つ「アドマイトプレミアム速乾液状のり」や、ツインタイプの液状のりなどのラインナップがある。以前まで、250mmは「アドマイト 大ちゃん」という名前がつけられていた。
主成分はポリビニルアルコール。

### ボンド
主に、「ミツヱボンド」ブランドとして、製造・販売をしてる。
塗り口（ノズル）が、他社と比べて細いのが特徴である。そのため、細かい作業に最適である。なお、速乾が2倍の「手芸用ボンド」は大ヒット商品となった。木工用ボンド、多目的用ボンド、手芸用ボンド、学校教材用ボンドなどのラインナップがある。
主成分は酢酸ビニル。水性で、有害物質を使用せず、次世代の内分泌錯乱の恐れのある物質も使用していないボンドである。

### その他
ミツヱの障子のりは、JISで定められているホルムアルデヒド等級の最上位規格のF☆☆☆☆承認品で安全性が非常に高いのが特徴である。また、ワンタッチ式を採用しており機能性を重視して使いやすいのも特徴である。